# Stora Vallbergstjärnen
Stora Vallbergstjärnen är en sjö i Vansbro kommun i Dalarna och ingår i Dalälvens huvudavrinningsområde.